# Яґбе'у Сейон
Ягбе'у Сейон (тронне ім'я Саломон) — імператор Ефіопії з Соломонової династії.

## Правління
Був співправителем свого батька, Єкуно Амлака, упродовж кількох останніх років його правління, а по його смерті став одноосібним правителем Ефіопії. Прагнув поліпшити стосунки свого царства з мусульманськими сусідами. Утім, подібно до батька, його спроби щодо надання особливих повноважень ефіопському патріарху були невдалими. У своєму листі єгипетського султана, датованому 1289 роком негус дорікав останньому, що той піклується про християн, натомість мав би опікуватись лише своїми мусульманськими підданими.
1288 року Сейон планував здійснити паломництво до Єрусалима, однак відрядив туди посланцем свого єпископа. Дорогою назад єпископа захопив султан Адалу, який змушував ефіопського патріарха навернутись в іслам. Коли йому це не вдалось, він зробив єпископу обрізання, перш ніж звільнити його. Негус виступив проти Адалу та, незважаючи на підтримку останнього з боку двох мусульманських правителів, султан зазнав поразки, а його столиця здалась переможцям.
Іншою визначною подією, що сталась за часів його правління, було повстання Йї'кебене, який намагався захопити імператорський трон.
Деякі історики вважають, що Ягбе'у Сейон заповідав синам правити після його смерті по черзі упродовж року кожному. Інші вважають, що його сини правили країною по черзі через династичну плутанину.